# Anthomyia quinquemaculata
Anthomyia quinquemaculata är en tvåvingeart som beskrevs av Macquart 1839. Anthomyia quinquemaculata ingår i släktet Anthomyia och familjen blomsterflugor. Inga underarter finns listade i Catalogue of Life.

## Bildgalleri

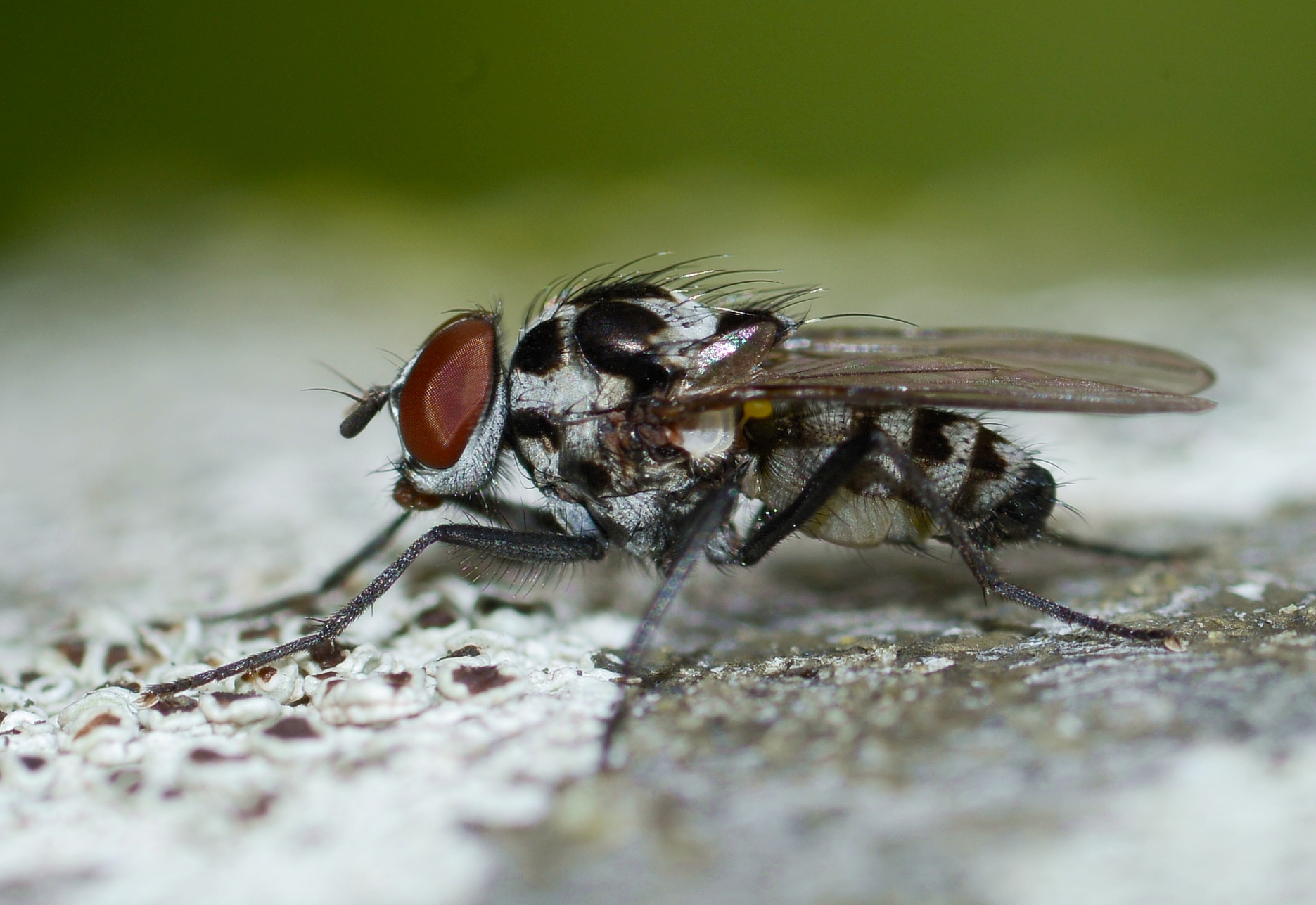